# (9462) 1998 HC37
A (9462) 1998 HC37 a Naprendszer kisbolygóövében található aszteroida. A LINEAR projekt keretében fedezték fel 1998. április 20-án.